# León, Guanajuato
León este un oraș cu peste 1.000.000 locuitori, fiind cel mai mare oraș din statul mexican Guanajuato și al cincilea cel mai populat oraș din Mexic.